# Wiel van der Randen
Wilhelmus Hubertus Jacobus (Wiel) van der Randen (Venlo, 10 maart 1897 – Amsterdam, 24 juli 1949) was een Nederlandse fotograaf, journalist, schilder en tekenaar.

## Loopbaan

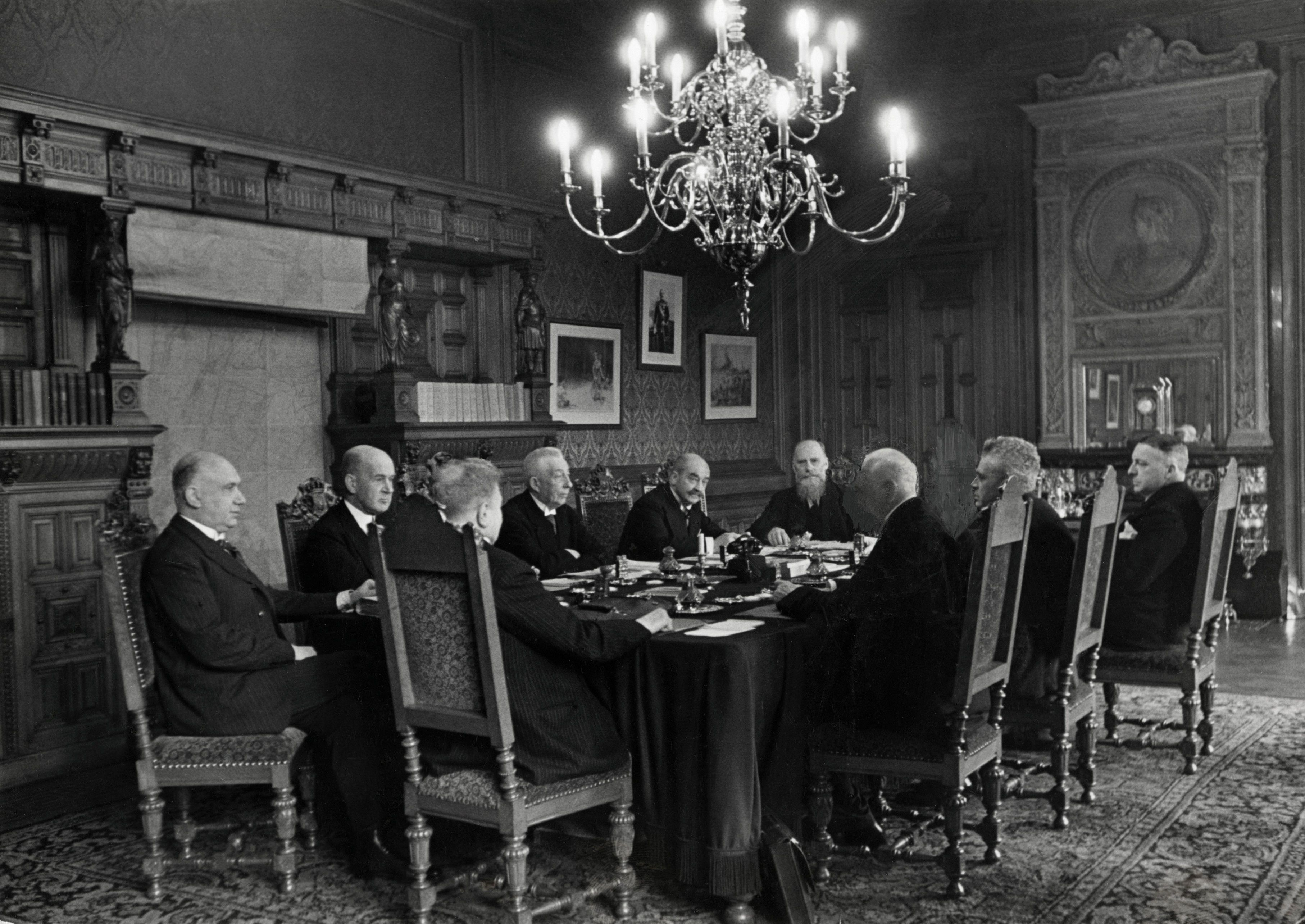
Van der Randen fotografeerde op 1 augustus 1935 de vergadering van het kabinet-Colijn II.

Wiel van der Randen volgde na zijn gymnasiumopleiding de opleiding van de Grafische School in Utrecht. Daarna werkte hij als clichémaker, tekenaar, boekhouder en fotograaf om vanaf 1926 als fotograaf-redacteur bij de Nieuwe Venlosche Courant te gaan werken. In 1927 verhuisde hij naar Den Bosch, waar hij fotojournalist werd bij Fotopersbureau Het Zuiden. Al in 1928 trok het gezin verder naar Amsterdam, waar Van der Randen eerst verbonden was aan een fotopersbureau en vervolgens tot 1934 als fotojournalist bij De Telegraaf werkte. In 1934 trad hij in dienst van De Spaarnestad, waar hij fotoreportages maakte voor de weekbladen Katholieke Illustratie en Panorama. Vaak schreef hij zelf de teksten bij deze fotoreportages. Voor de Katholieke Illustratie fotografeerde hij in 1934 onder meer het Jordaanoproer en de begrafenis van prins Hendrik. In de loop der jaren bracht hij met zijn foto's het katholieke leven beneden de grote rivieren in beeld. Jarenlang verzorgde hij met redacteur Rie Sinnighe de serie Stad en Land.

## Kleinbeeldcamera
Van der Randen was in 1930 een van de eerste persfotografen die met een handzame Leica-kleinbeeldcamera met verwisselbare lenzen en zonder flitslamp ging werken. Onder fotografen was het tot ver in de jaren dertig gebruikelijk om glasplaten en lampen te gebruiken, waardoor hun productie en flexibiliteit gering waren. Met zijn kleinbeeldcamera had Van der Randen daarvan geen last. Bovendien drukte hij zijn foto's zelf af in zijn donkere kamer in zijn huis aan de Leidsegracht, waardoor hij een maximale invloed kon uitoefenen op de kwaliteit ervan. In de loop van de jaren dertig ontwikkelde Van der Randen zich tot een van de toonaangevende fotografen. Hij geldt als de grondlegger van de fotojournalistiek en de persfotografie in Nederland. Naast zijn werk als fotograaf en journalist was hij schilder, tekenaar en illustrator.

## Oorlog en daarna

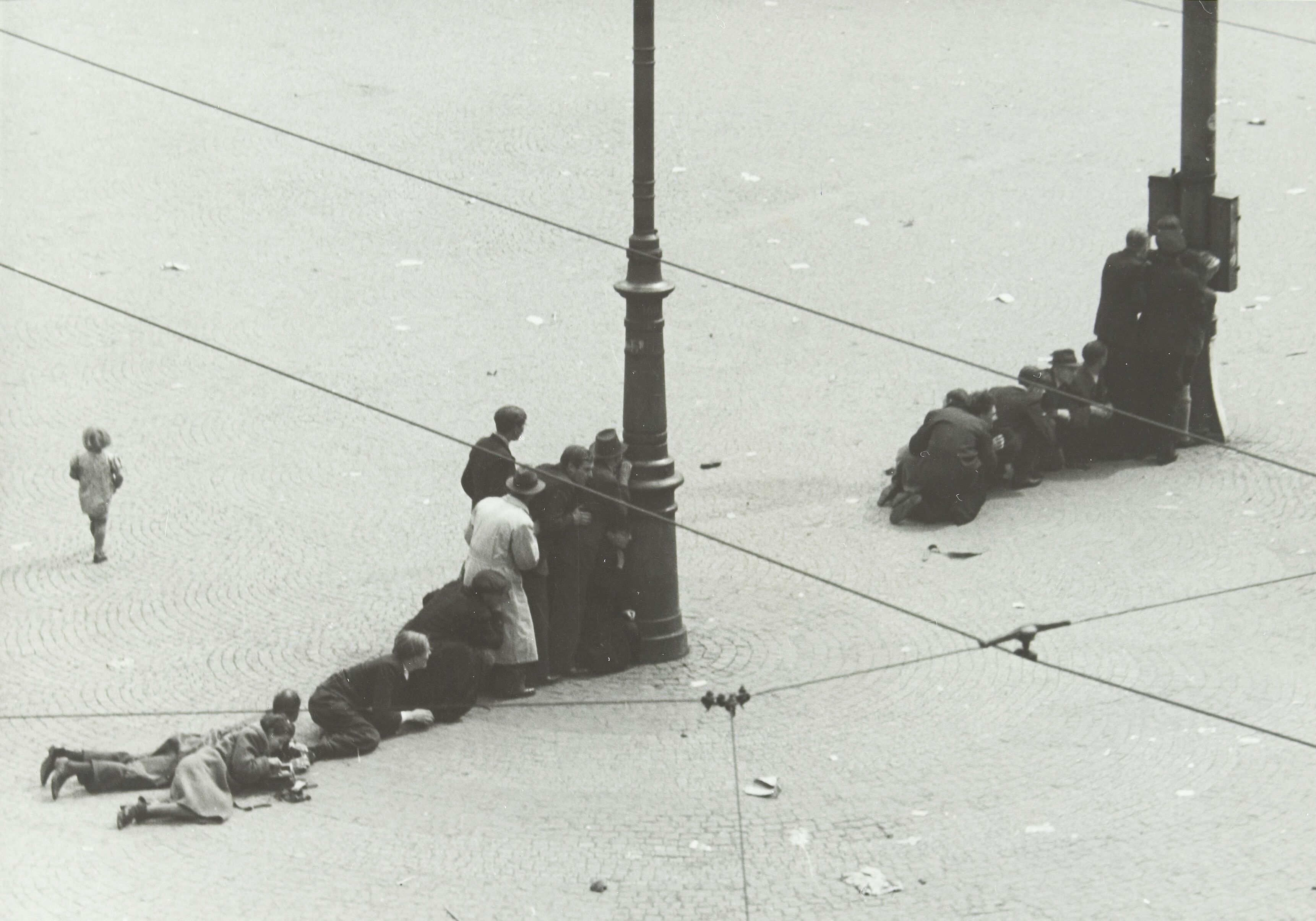
Tijdens de schietpartij op de Dam op 7 mei 1945 trachtten mensen dekking te zoeken tegen het Duitse geweervuur.

Na het Journalistenbesluit van 2 mei 1941 werd Van der Randen lid van het Verbond van Nederlandsche Journalisten, waardoor hij kon blijven werken. Dat duurde tot maart 1942, toen de Katholieke Illustratie haar verschijning staakte. De Ondergedoken Camera (1943-1945) was een groep Nederlandse fotografen die verzetswerk verrichtten tijdens de Tweede Wereldoorlog door de bezetting te documenteren. Van der Randen maakte deel uit van deze groep. In de overige oorlogsjaren lag zijn fotografische en journalistieke productie op een laag niveau en volgde hij, deels om zich daarin verder te bekwamen en deels om de tijd te vullen, schilderlessen met medestudenten als Karel Appel en Bert Haanstra aan de Rijksacademie voor Beeldende Kunsten. Op 7 mei 1945 was hij op de Dam in Amsterdam toen mensen daar de bevrijding dachten te kunnen vieren, maar door Duitse soldaten beschoten werden. Hij maakte er indrukwekkende foto's van slachtoffers en van mensen die zich tegen het geweervuur trachtten te beschermen.
Na de oorlog werd Van der Randen gezuiverd bij de perszuivering en kreeg hij toestemming weer te publiceren. Met een speciaal verzoek werden alleen Van der Randen en zijn collega Sem Presser uitgenodigd in september 1948 de inhuldiging van prinses Juliana tot koningin in de Nieuwe Kerk vast te leggen.
In het voorjaar 1949 werd hij ziek en in juli dat jaar stierf hij op 52-jarige leeftijd. Zijn omvangrijke en gevarieerde oeuvre is vrijwel geheel bewaard gebleven en berust bij Spaarnestad Photo in Den Haag. Op de website van Het Geheugen van Nederland/Het Nationaal Archief zijn bijna 5000 afdrukken van de 35.000 gearchiveerde opnamen te bekijken.

## Familie
Van der Randen trouwde in 1920 in Venlo met Angela Anna Teuns (1893-1956) uit Antwerpen, met wie hij twee zoons en twee dochters kreeg. Zijn oudste zoon Robèrt (1920-1986) was van 1946 tot 1976 als freelancefotojournalist en reportagefotograaf werkzaam.